# Francesco Della Rocca
Francesco Della Rocca (Brindisi, 14 settembre 1987) è un allenatore di calcio ed ex calciatore italiano, di ruolo centrocampista, collaboratore tecnico della formazione Under-15 del Bologna.
Anche suo fratello Luigi, di tre anni più grande, è un calciatore.

## Caratteristiche tecniche
È in grado di giocare in vari ruoli del centrocampo, soprattutto in quello di interno sinistro (la posizione a lui più congeniale), di trequartista e di mediano davanti alla difesa.

## Carriera

### Gli inizi al Bologna e i vari prestiti
Uno dei migliori prodotti del vivaio del Bologna, la società felsinea lo inserisce nella rosa della prima squadra nella stagione 2005-2006, in cui colleziona 2 presenze in Serie B.
Per la stagione 2006-2007, passa in prestito alla Sambenedettese, con cui disputa 16 partite nel campionato di Serie C1. La prima partita sia da professionista che con la maglia della Sambenedettese la gioca il 17 settembre 2006, in Virtus Lanciano-Sambenedettese (3-1) valida per la terza giornata di campionato.
Per la stagione 2007-2008 fa ritorno al Bologna, con cui esordisce in Serie B a vent'anni, subentrando al 46' a Christian Amoroso nella partita pareggiata per 0-0 contro il Frosinone disputata il 27 ottobre 2007 e valida per l'undicesima giornata. Nel turno successivo (un altro 0-0, in casa contro l'Ascoli) fa il debutto da titolare nel secondo livello del campionato italiano, uscendo al 64' per far posto ad Amoroso.
Dopo 7 presenze in campionato ed una in Coppa Italia, a gennaio passa all'Avellino, sempre in Serie B, concludendo la stagione con altre 12 apparizioni. L'esordio in maglia biancoverde arriva il 2 febbraio 2008, giocando titolare in Mantova-Avellino (2-0) della 23ª giornata.
Nella stagione 2008-2009 gioca con il Sassuolo, trasferendosi in prestito con diritto di riscatto e controriscatto in favore del Bologna. Qui colleziona 7 presenze nella Serie B e 2 in Coppa Italia. L'esordio in maglia neroverde avviene il 17 agosto 2008 in Barletta-Sassuolo (1-3) del secondo turno di coppa, uscendo al 60' per far posto ad Attila Filkor. In campionato gioca sempre a partita in corso tranne che nella sconfitta casalinga per 4-0 contro l'Empoli dell'undicesima giornata, in cui esce al 63'.
Nella stagione successiva (2009-2010) gioca all'inizio nel Brescia, trasferendosi in prestito con diritto di riscatto della metà del cartellino, rientrando nell'operazione che ha portato Emiliano Viviano al Bologna; mezzo cartellino di Della Rocca è stato valutato 1,5 milioni di euro. In Lombardia gioca 3 partite in Serie B tutte da subentrato. L'esordio avviene il 24 ottobre 2009 in Brescia-AlbinoLeffe (4-1) dell'undicesima giornata. Poi, da gennaio, gioca nel Perugia militante in Lega Pro Prima Divisione, con cui disputa 6 partite tra la 25ª e la 30ª giornata, segnando il primo gol in carriera all'esordio contro la Cremonese, nella partita casalinga vinta per 4-0, disputata il 28 febbraio 2010.

### Il ritorno al Bologna
Per la stagione 2010-2011 torna al Bologna, in Serie A, e debutta in massima serie il 30 agosto 2010 nello 0-0 interno contro l'Inter della prima giornata, entrando in campo al 62' al posto di Albin Ekdal. La prima presenza da titolare è alla quarta giornata, nella vittoria per 2-1 sull'Udinese disputata il 22 settembre, in cui esce al 79' per far spazio ad Ivan Radovanović. Chiude la stagione 27 presenze, di cui 4 in tutto da subentrato.
Dopo avere rinnovato il proprio contratto con i felsinei fino al 2016, Inizia la stagione 2011-2012 segnando un gol nella partita del terzo turno di Coppa Italia contro il Padova nell'incontro disputato il 21 agosto 2011: sua è la rete al 90' che permette alla sua squadra di vincere per 2-1 e di passare il turno. Due giorni dopo rinnova il contratto fino al 2016.

### Palermo
Il 31 agosto, l'ultimo giorno di calciomercato, passa al Palermo in compartecipazione per 3,5 milioni di euro; il calciatore firma un contratto quinquennale. Esordisce in maglia rosanero in Palermo-Inter (4-3) della seconda giornata di campionato (la prima è stata rinviata) disputata l'11 settembre, giocando titolare per poi far posto ad Afriyie Acquah al 46'. Con Devis Mangia gioca quasi sempre titolare giocando 11 partite su 15 (più una partita in Coppa Italia) in cui solo in 4 incontri è subentrato a partita in corso, mentre con Bortolo Mutti gioca le restanti 10 partite che completano le sue presenze (per un totale di 21 in campionato) equamente divise fra titolare e subentrante, venendo utilizzato soprattutto nelle partite casalinghe.
Il 21 giugno 2012 viene rinnovata la compartecipazione fra Palermo e Bologna.

### Fiorentina e Siena
Non convocato dal Palermo per il ritiro estivo, il 1º agosto 2012 viene ceduto in prestito oneroso (900.000 euro) alla Fiorentina. Sofferente di un'ernia addominale, il 5 settembre seguente si è operato. Esordisce in maglia viola il 28 novembre nella gara del quarto turno di Coppa Italia Fiorentina-Juve Stabia (2-0), subentrando al 75' al posto di Matías Fernández.
Dopo quest'unica presenza in maglia viola, il 12 gennaio 2013 passa in prestito al Siena, esordendo il giorno successivo nella partita Torino-Siena (3-2) della 20ª giornata, subentrando al 73' a Francesco Bolzoni. In seguito gioca altre 16 partite, tutte da titolare.

### Ritorni al Bologna e al Palermo
Il 19 giugno 2013 viene rinnovata la compartecipazione fra Palermo e Bologna, con il contestuale ritorno del giocatore in rossoblu a titolo temporaneo.
Il 20 giugno 2014 Bologna e Palermo rinnovano la compartecipazione del giocatore, che fa ritorno in rosanero.
Recuperato dall'infortunio che lo ha tenuto fuori da marzo ad ottobre 2014 torna ad allenarsi in gruppo nel ritiro in Friuli. Rientra in campo dapprima con la formazione Primavera e dunque torna a giocare con la prima squadra il 13 dicembre 2014 nella gara della 15ª giornata di Serie A Palermo-Sassuolo (2-1), entrando in campo al posto di Ivajlo Čočev.
Gioca poi altre 4 partite di campionato.

### Il ritorno al Perugia
Il 30 agosto 2015 torna al Perugia in Serie B firmando per un anno con rinnovo del contratto condizionato alle sue presenze.
A fine stagione, il primo luglio 2016 si svincola  dal Perugia.

### Salernitana
Il 31 agosto firma un contratto biennale con la Salernitana.

### Padova
L’anno successivo, passa al Padova, ritirandosi alla fine del campionato.

## Statistiche

### Presenze e reti nei club
Statistiche aggiornate al 27 maggio 2018.
| Stagione        | Squadra         | Campionato      | Campionato | Campionato | Coppa nazionali | Coppa nazionali | Coppa nazionali | Coppe continentali | Coppe continentali | Coppe continentali | Altre coppe | Altre coppe | Altre coppe | Totale | Totale |
| Stagione        | Squadra         | Comp            | Pres       | Reti       | Comp            | Pres            | Reti            | Comp               | Pres               | Reti               | Comp        | Pres        | Reti        | Pres   | Reti   |
| --------------- | --------------- | --------------- | ---------- | ---------- | --------------- | --------------- | --------------- | ------------------ | ------------------ | ------------------ | ----------- | ----------- | ----------- | ------ | ------ |
| 2005-2006       | Bologna         | B               | 2          | 0          | CI              | 0               | 0               |                    | -                  | -                  |             | -           | -           | 2      | 0      |
| 2006-2007       | Sambenedettese  | C1              | 16         | 0          | CI-C            | 0               | 0               |                    | -                  | -                  |             | -           | -           | 16     | 0      |
| 2007-gen. 2008  | Bologna         | B               | 7          | 0          | CI              | 1               | 0               |                    | -                  | -                  |             | -           | -           | 8      | 0      |
| gen.-giu. 2008  | Avellino        | B               | 12         | 0          | CI              | -               | -               |                    | -                  | -                  |             | -           | -           | 12     | 0      |
| 2008-2009       | Sassuolo        | B               | 7          | 0          | CI              | 2               | 0               |                    | -                  | -                  |             | -           | -           | 9      | 0      |
| 2009-gen. 2010  | Brescia         | B               | 3          | 0          | CI              | 0               | 0               |                    | -                  | -                  |             | -           | -           | 3      | 0      |
| gen.-giu. 2010  | Perugia         | 1D              | 6          | 1          | CI+CI-PL        | 0+ -            | 0+ -            |                    | -                  | -                  |             | -           | -           | 6      | 1      |
| 2010-2011       | Bologna         | A               | 27         | 0          | CI              | 0               | 0               |                    | -                  | -                  |             | -           | -           | 27     | 0      |
| ago. 2011       | Bologna         | A               | 0          | 0          | CI              | 1               | 1               |                    | -                  | -                  |             | -           | -           | 1      | 1      |
| ago. 2011-2012  | Palermo         | A               | 21         | 0          | CI              | 1               | 0               | UEL                | -                  | -                  |             | -           | -           | 22     | 0      |
| 2012-gen. 2013  | Fiorentina      | A               | 0          | 0          | CI              | 1               | 0               |                    | -                  | -                  |             | -           | -           | 1      | 0      |
| gen.-giu. 2013  | Siena           | A               | 17         | 0          | CI              | -               | -               |                    | -                  | -                  |             | -           | -           | 17     | 0      |
| 2013-2014       | Bologna         | A               | 9          | 0          | CI              | 2               | 0               |                    | -                  | -                  |             | -           | -           | 11     | 0      |
| Totale Bologna  | Totale Bologna  | Totale Bologna  | 45         | 0          |                 | 4               | 1               |                    |                    |                    |             |             |             | 49     | 1      |
| 2014-2015       | Palermo         | A               | 5          | 0          | CI              | 0               | 0               | -                  | -                  | -                  | -           | -           | -           | 5      | 0      |
| Totale Palermo  | Totale Palermo  | Totale Palermo  | 26         | 0          |                 | 1               | 0               |                    | -                  | -                  |             |             |             | 27     | 0      |
| 2015-2016       | Perugia         | B               | 37         | 0          | CI              | 0               | 0               |                    | -                  | -                  |             | -           | -           | 37     | 0      |
| 2016-2017       | Salernitana     | B               | 30         | 2          | CI              | -               | -               |                    | -                  | -                  |             | -           | -           | 30     | 2      |
| 2017-2018       | Salernitana     | B               | 6          | 0          | CI              | 1               | 0               |                    | -                  | -                  |             | -           | -           | 7      | 0      |
| 2018-2019       | Padova          | B               | 4          | 0          | CI              | 0               | 0               |                    | -                  | -                  |             | -           | -           | 4      | 0      |
| Totale carriera | Totale carriera | Totale carriera | 203        | 3          |                 | 8               | 1               |                    |                    |                    |             |             |             | 211    | 4      |